# Systolederus heishidingensis
Systolederus heishidingensis är en insektsart som beskrevs av Zheng, Z. och Xie 2005. Systolederus heishidingensis ingår i släktet Systolederus och familjen torngräshoppor. Inga underarter finns listade i Catalogue of Life.